# José Castro y Serrano
José de Castro y Serrano, conegut també pel seu pseudònim Cocinero de S. M., (Granada, 1829 - Madrid, 1896) va ser un metge, gastrònom, periodista i escriptor espanyol de la segona meitat del segle xix.

## Biografia
Als divuit anys era ja metge, ofici que no va voler mai exercir, perquè li atreien més les lletres, que va conrear com a periodista, cronista de l'alta societat i d'exposicions a Londres i París, narrador i assagista. Moderat en política, mai va voler acceptar cap càrrec públic (o no l'hi van oferir els seus nombrosos amics); va ser oficial del ministeri d'Ultramar i va formar part de la tertúlia granadina de La Cuerda amb el nom de "Novedades" i de la de Gregorio Cruzada Villaamil a Madrid; va residir un temps a Londres i va conèixer a la perfecció la literatura anglesa, de la qual va prendre el seu característic humor, que es fixava especialment en el que anomenava la bêtisse humaine, la "estultícia humana"; estimava l'art pictòric i la música; va estar a París representant a Espanya en l'Exposició Universal.
Va ser redactor de La Gacetilla (1859), El Crítico (1856) i El Observador (1857) i va col·laborar en les principals publicacions de la seva època. El 1862 va publicar en La América les seves Cartas transcendentales; també té forma epistolar La novela de Egipto, publicada per lliuraments a La Época el 1869. Va ser membre de la Reial Acadèmia de la Llengua (1889) i de l'Acadèmia de Belles Arts de Sant Ferran. Va escriure diversos contes, quadres de costums i llibres de viatges amb elegància i humor chispeante, en els quals sabia criticar sense que l'ofès arribés a sentir-se atacat. Leopoldo Alas, González-Blanco i Azorín van lloar els seus escrits. Va documentar els plats de la cuina espanyola vuitcentista. Va publicar l'any 1888 un dels primers llibres de gastronomia escrits en castellà.

## Obres

### Literàries
- La mascarada, 1853.
- La otra vida (cuentos viejos), 1859.
- Cartas trascendentales escritas a un amigo de confianza, publicades el 1862 a La América i reimpreses després diverses vegades.
- La novela de Egipto, publicada per lliuraments La Época, 1869.
- Cuadros contemporáneos (Madrid, 1871).
- España en Londres, 1862.
- Mesa revuelta, 1872.
- Historias vulgares, 1887.
- Dos historias vulgares, 1891.
- Los Países Bajos vistos por alto, 1880.
- España en París, 1867.
- De la amenidad y galanura en los escritos, discurs de recepció en l'Acadèmia Espanyola, 1889.
- Madrid al deguerrotipo.
- El reloj de arena, novel·la.

### Gastronòmiques
- La mesa moderna (1888) realitzat en col·laboració amb Mariano Pardo y Figueroa (Doctor thebussem).